# Pedro Apellániz
Pedro Apellaniz Zarraga (Usánsolo, 8 de febrero de 1924-Galdácano, 22 de abril de 2013)

## Palmarés

### Títulos provinciales
- 14 veces campeón de Vizcaya de jabalina entre 1943 y 1962
- Campeón de triple salto en 1944
- Campeón de 80 metros vallas en 1948

### Títulos nacionales
- 13 veces campeón de España de jabalina entre 1944 y 1958.

Batió 7 veces el récord de España con 56,42-56,78 en 1946, 60,16 en 1947 y 61,49-62,20-63,05-63,62 en 1948; esta última marca duró como récord estatal hasta 1960.

### Palmarés internacional
Fue internacional en 22 ocasiones, participó en los Juegos Olímpicos de Londres, como capitán de la selección española 1948, en los Juegos Mediterráneos de 1955 (Barcelona), donde obtuvo la medalla de bronce.